# Лосино-Петровский (городской округ)
Городско́й о́круг Лоси́но-Петро́вский — муниципальное образование на востоке Московской области России.
В рамках административно-территориального устройства ему соответствует город областного подчинения Лосино-Петровский  с административной территорией.
Административный центр — город Лосино-Петровский.

## География
Площадь территории городского округа составляет 91,27 км² в том числе города Лосино-Петровский — 9,16 км².
Граничит с городскими округами Московской области: Звёздный городок на юго-западе, городским округом Щёлково на юге, западе и севере, Богородским на востоке.

## История
В ходе реализации Федерального закона «Об общих принципах организации местного самоуправления в Российской Федерации» (№ 131-ФЗ от 6 октября 2003 года) в Московской области были созданы муниципальные образования. В состав муниципального образования городской округ Лосино-Петровский вошёл 1 населённый пункт — город Лосино-Петровский, который в рамках административно-территориального устройства обладал статусом города областного подчинения.
Законом от 23 мая 2018 года городское поселение Свердловский и сельское поселение Анискинское Щёлковского муниципального района были упразднены и 5 июня 2018 года включены в городской округ Лосино-Петровский.
Постановлением губернатора Московской области от 28 июня 2018 года населённые пункты присоединённых территорий были подчинены городу Лосино-Петровский. 5 февраля 2019 года в Московскую областную думу был внесён законопроект, согласно которому статус Лосино-Петровского как административно-территориальной единицы области был расширен до города областного подчинения с административной территорией.
Впоследствии были сформированы 2 территориальных отдела в рамках администрации городского округа: Свердловский  и Анискинский в границах соответственно бывших городского и сельского поселений.

## Население
| 2009    | 2010    | 2011    | 2012    | 2013    | 2014    | 2015    |
| ------- | ------- | ------- | ------- | ------- | ------- | ------- |
| 22 393  | ↗22 550 | ↗23 182 | →23 182 | ↗23 694 | ↗24 290 | ↗24 726 |
| 2016    | 2017    | 2018    | 2019    | 2020    | 2021    | 2023    |
| ↗25 266 | ↗25 370 | ↗25 424 | ↗47 827 | ↗49 904 | ↗67 664 | ↗70 669 |
| 2024    |         |         |         |         |         |         |
| ↗72 040 |         |         |         |         |         |         |

Численность населения городского округа Лосино-Петровский, городского поселения Свердловский и сельского поселения Анискинское, составивших новообразованный с 5 июня 2018 года городской округ Лосино-Петровский на начало 2018 года составила 50 506 человек.

### Национальный состав
По итогам переписи населения 2020 года проживали следующие национальности (национальности менее 0,1 % и другое, см. в сноске к строке «Другие»):
| Национальность | Численность, чел. | Доля     |
| -------------- | ----------------- | -------- |
| Русские        | 54 632            | 80,74 %  |
| Армяне         | 536               | 0,79 %   |
| Таджики        | 449               | 0,66 %   |
| Узбеки         | 434               | 0,64 %   |
| Украинцы       | 433               | 0,64 %   |
| Татары         | 367               | 0,54 %   |
| Киргизы        | 318               | 0,47 %   |
| Азербайджанцы  | 178               | 0,26 %   |
| Молдаване      | 165               | 0,24 %   |
| Грузины        | 129               | 0,19 %   |
| Чуваши         | 101               | 0,15 %   |
| Белорусы       | 96                | 0,14 %   |
| Казахи         | 78                | 0,12 %   |
| Мордва         | 70                | 0,10 %   |
| Другие         | 9678              | 14,32 %  |
| Итого          | 67 664            | 100,00 % |

## Населённые пункты
В состав городского округа входят 18 населённых пунктов, в том числе 4 городских (1 город и 3 посёлка городского типа) и 14 сельских населённых пунктов:
| №  | Населённый пункт  | Тип                     | Население | бывшее муниципальное образование  |
| -- | ----------------- | ----------------------- | --------- | --------------------------------- |
| 1  | Анискино          | село                    | ↗836      | сельское поселение Анискинское    |
| 2  | Аничково          | посёлок городского типа | 4741      | сельское поселение Анискинское    |
| 3  | Биокомбината      | посёлок городского типа | ↘4085     | сельское поселение Анискинское    |
| 4  | Кармолино         | деревня                 | ↗38       | сельское поселение Анискинское    |
| 5  | Корпуса           | деревня                 | ↗1130     | городское поселение Свердловский  |
| 6  | Леониха           | деревня                 | ↗246      | сельское поселение Анискинское    |
| 7  | Лосино-Петровский | город                   | ↘29 143   | городской округ Лосино-Петровский |
| 8  | Медное-Власово    | посёлок                 | ↘436      | сельское поселение Анискинское    |
| 9  | Мизиново          | деревня                 | ↗1220     | сельское поселение Анискинское    |
| 10 | Митянино          | деревня                 | ↗53       | городское поселение Свердловский  |
| 11 | Орловка           | деревня                 | ↗66       | городское поселение Свердловский  |
| 12 | Осеево            | деревня                 | ↗341      | городское поселение Свердловский  |
| 13 | Райки             | деревня                 | ↘84       | сельское поселение Анискинское    |
| 14 | Савинки           | деревня                 | ↗66       | городское поселение Свердловский  |
| 15 | Свердловский      | посёлок городского типа | ↗26 332   | городское поселение Свердловский  |
| 16 | Топорково         | деревня                 | ↘63       | сельское поселение Анискинское    |
| 17 | Улиткино          | деревня                 | ↘213      | сельское поселение Анискинское    |
| 18 | Юность            | посёлок                 | ↗1351     | сельское поселение Анискинское    |

## Общая карта
Легенда карты:
| | 20 000—30 000 жителей |
| | 10 000—20 000 жителей |
| | 2000—10 000 жителей   |
| | 1000—2000 жителей     |
| | 500—1000 жителей      |
| | 200—500 жителей       |
| Лосино- · Петровский Свердловский Аничково Биокомбината Юность Мизиново Корпуса Анискино Медное-Власово Осеево Леониха УлиткиноНаселённые пункты городского округа Лосино-Петровский Московской области |                       |